# العلاقات البلجيكية النيكاراغوية
العلاقات البلجيكية النيكاراغوية هي العلاقات الثنائية التي تجمع بين بلجيكا ونيكاراغوا.

## مقارنة بين البلدين
هذه مقارنة عامة ومرجعية للدولتين:
| وجه المقارنة                                              | بلجيكا                                                                              | نيكاراغوا        |
| --------------------------------------------------------- | ----------------------------------------------------------------------------------- | ---------------- |
| المساحة (كم2)                                             | 30.53 ألف                                                                           | 130.38 ألف       |
| عدد السكان (نسمة)                                         | 11.37 مليون                                                                         | 6.22 مليون       |
| الكثافة السكانية (ن./كم²)                                 | 372.42                                                                              | 47.71            |
| العاصمة                                                   | بروكسل                                                                              | ماناغوا          |
| اللغة الرسمية                                             | اللغة الهولندية، لغة فرنسية، اللغة الألمانية                                        | اللغة الإسبانية  |
| العملة                                                    | يورو، فرنك بلجيكي                                                                   | كوردبا نيكاراغوا |
| الناتج المحلي الإجمالي (بليون دولار)                      | 492.68 مليار                                                                        | 13.81 مليار      |
| الناتج المحلي الإجمالي (تعادل القوة الشرائية) بليون دولار | 514.74 مليار                                                                        | 31.63 مليار      |
| الناتج المحلي الإجمالي الاسمي للفرد دولار أمريكي          | 40.32 ألف                                                                           | 2.09 ألف         |
| الناتج المحلي الإجمالي للفرد دولار أمريكي                 | 43.44 ألف                                                                           | 4.92 ألف         |
| مؤشر التنمية البشرية                                      | 0.890                                                                               | 0.631            |
| رمز المكالمات الدولي                                      | +32                                                                                 | +505             |
| رمز الإنترنت                                              | .be                                                                                 | .ni              |
| المنطقة الزمنية                                           | توقيت وسط أوروبا، ت ع م+01:00، ت ع م+02:00، توقيت وسط أوروبا الصيفي، أوروبا/بروكسل ‏ | 00               |

## منظمات دولية مشتركة
يشترك البلدان في عضوية مجموعة من المنظمات الدولية، منها:
| علم المنظمة | اسم المنظمة                               | تاريخ انضمام بلجيكا | تاريخ انضمام نيكاراغوا |
| ----------- | ----------------------------------------- | ------------------- | ---------------------- |
|             | الاتحاد البريدي العالمي                   | ?                   | ?                      |
|             | مؤسسة التنمية الدولية                     | 2 يوليو 1964        | 30 ديسمبر 1960         |
|             | منظمة حظر الأسلحة الكيميائية              | ?                   | ?                      |
|             | منظمة التجارة العالمية                    | ?                   | ?                      |
|             | الأمم المتحدة                             | 27 ديسمبر 1945      | 24 أكتوبر 1945         |
|             | وكالة ضمان الاستثمار متعدد الأطراف        | 18 سبتمبر 1992      | 12 يونيو 1992          |
|             | منظمة الشرطة الجنائية الدولية             | ?                   | ?                      |
|             | مؤسسة التمويل الدولية                     | 27 ديسمبر 1956      | 20 يوليو 1956          |
|             | البنك الدولي للإنشاء والتعمير             | 27 ديسمبر 1945      | 14 مارس 1946           |
|             | الاتحاد الدولي للاتصالات                  | 1866                | 12 مايو 1926           |
|             | المركز الدولي لتسوية المنازعات الاستشارية | 26 سبتمبر 1970      | 19 أبريل 1995          |
|             | يونسكو                                    | 29 نوفمبر 1946      | 22 فبراير 1952         |

## وصلات خارجية
- موقع وزارة الخارجية البلجيكية
- موقع وزارة الخارجية النيكاراغوية